# RGBA 색 공간

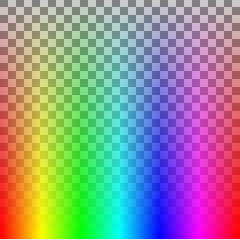
불투명, 투명 부분이 포함된 RGBA 이미지의 예. 체커보드 배경에 합성된 모습.

RGBA는 red green blue alpha(레드 그린 블루 알파)를 의미한다. 색 공간으로 정의되기도 하지만 실제로는 3개의 RGB 색 모델에 4번째 알파 채널이 보충된 것이다. 알파는 각 화소가 얼마나 투명한지를 나타내며 알파 합성을 사용하여 이미지를 다른 이미지와 합성할 수 있게 하며, 여기에는 투명한 면과 투명 부분의 모퉁이의 안티에일리어싱 부분이 포함된다.
이 용어는 사용되는 RGB 색 공간을 정의하지는 않는다. 색이 알파 값에 의해 좌측 곱셈(premultiply)이 되는지의 여부를 기술하지도 않으며, 만일 그러한 경우 좌측 곱셈이 발생한 색 공간이 무엇인지 기술하지 않는다. 즉, 이미지를 관리하는 방법을 기술하려면 RGBA 외의 정보가 필요하다는 의미이다.

## 표현
| 포맷              | 바이트 순서 | 바이트 순서 | 워드 순서   | 워드 순서 |
| 포맷              | 리틀 엔디언 | 빅 엔디언   | 리틀 엔디언 | 빅 엔디언 |
| ----------------- | ----------- | ----------- | ----------- | --------- |
| RGBA (byte-order) | RGBA8888    | RGBA8888    | ABGR32      | RGBA32    |
| ARGB (byte-order) | ARGB8888    | ARGB8888    | BGRA32      | ARGB32    |
| ABGR (byte-order) | ABGR8888    | ABGR8888    | RGBA32      | ABGR32    |
| RGBA (word-order) | ABGR8888    | RGBA8888    | RGBA32      | RGBA32    |
| ARGB (word-order) | BGRA8888    | ARGB8888    | ARGB32      | ARGB32    |
| ABGR (word-order) | RGBA8888    | ABGR8888    | ABGR32      | ABGR32    |

## 같이 보기
- PNG